# Retoromanski jezici
Retoromanski jezici (retijski jezici), jezici kojima se danas služe potomci romaniziranih Retijaca, poznatih sada kao Retoromani. Retoromanski jezici pripadaju široj galoretijskoj skupini, a govore se poglavito u Švicarskoj i Italiji. Tri današnja jezika su: 
a) furlanski, kojim govore Furlani u sjeveroistočnoj Italiji (Friuli-Venezia-Giulia), ima 794,000 govornika (2000);
b) ladinski (30,000, 2001; 38,000 etničkih) u autonomnim provincijama Bolzano (ladinski: Bulsan) i Trento, provinciji Belluno i oko poznate doline Cortina d'Ampezzo;
c) romanš 40,000 (1990), s 4 dijalekta, gornjoengadinski i donjoengadinski kojime govore Engadinci, i sutselvanski i surselvanski kojima govore Retoromani u švicarskom kantonu Graubünden.

## Vanjske poveznice
- Ethnologue (14th)
- Ethnologue (15th)
- Tree for Rhaetian[neaktivna poveznica]